# لورانس روبرتس
لورانس روبرتس (بالإنجليزية: Lawrence Roberts)‏ هو سياسي أمريكي، ولد في 18 نوفمبر 1941 بيونيونتاون في الولايات المتحدة. حزبياً، نشط في الحزب الديمقراطي. وقد انتخب عضو مجلس نواب بنسيلفانيا.